# Erman Kunter
Pour les articles homonymes, voir Kunter.
Erman Kunter, né le 8 octobre 1956 à Istanbul, est un joueur et entraîneur de basket-ball turc. Il est naturalisé français depuis septembre 2010 et détient donc la double nationalité (française et turque).

## Biographie
Le 6 février 2017, le MSB et lui-même se séparent d'un commun accord, et fut remplacé par son adjoint Alexandre Ménard. Son contrat s'achevait en juin 2017.
Après le limogeage de Régis Boissié du poste d'entraîneur de Cholet Basket, Kunter est nommé à ce poste le 30 novembre 2018. Il est remercié par Cholet à la surprise générale le 4 juillet 2021, alors qu'il lui restait pourtant une année de contrat.

## Vie privée
Erman Kunter est le père de ja journaliste sportive Roksan Kunter (tr).

## Carrière
de joueur
- 1975-1976 :  İTÜ (championnat universitaire)
- 1976-1977 :  Beşiktaş JK (TBL)
- 1977-1978 :  Yenisehir Meysu (TBL)
- 1978-1983 :  Beşiktaş JK (TBL)
- 1983-1986 :  Eczacibasi SK (TBL)
- 1986-1987 :  Beşiktaş JK (TBL)
- 1987-1989 :  Fenerbahçe SK (TBL)
- 1989-1991 :  Beşiktaş JK (TBL)
- 1991-1992 :  Çukurova Sanayi (TBL)

d'entraîneur
- 1994-1996 :  Darüşşafaka SK (TBL)
- 1997-2000 :  Turquie (Équipe nationale)
- 2002-2003 :  Galatasaray SK (TBL)
- 2003-2004 :  Cholet Basket (Pro A)
- 2004-2005 :  ASVEL Lyon-Villeurbanne (Pro A)
- 2006-2012 :  Cholet Basket (Pro A)
- 2012-2014 :  Beşiktaş JK (TBL)
- 2014-février 2017 :  Le Mans SB (Pro A)
- 2017-2018 :  Galatasaray SK
- 2018-2021 :  Cholet Basket (Jeep Élite)
- Sept. 2022-mai 2023 :  Tunisie (Équipe nationale)

## Palmarès

### En tant qu'entraîneur
- Vainqueur de la Semaine des As : 2008
- Finaliste de l'EuroChallenge : 2009
- Champion de France : 2010
- Coupe de France de basket-ball : 2016

### Distinction individuelle
- Élu meilleur entraîneur de Pro A 2010-2011

## Divers
- Il a fait ses études au Lycée de Galatasaray à Istanbul.
- Il a marqué 153 points au cours d'un match de championnat avec Fenerbahçe contre le Hilalspor Izmir le 12 mars 1988 (175-101)[8].
- Il est recordman de sélections avec l'équipe nationale turque (213)[9].
- Il est marié à Ayten Sofia Osmanoglu, la fille du Sultanzade Osman Nami Beyefendi, petit-fils du Sultan-Calife Abdülhamid II[10].
- Il est consacré "Homme de l'année 2010 du basket hexagonal" par le journal L'Équipe[11].